# Ramón Sosa
Ramón Sosa Acosta (Maracaná, Canindeyú, 31 de agosto de 1999) es un futbolista paraguayo. Juega como extremo en la Sociedade Esportiva Palmeiras del Campeonato Brasileño de Serie A. Es internacional con la selección de fútbol de Paraguay desde 2022.

## Trayectoria

### Primeros años
Ramón Sosa dio sus primeros pasos futbolísticos desde una edad temprana en Yby Pytá, un distrito situado entre los municipios de Curuguaty y Ybyrarobaná, en el Departamento de Canindeyú, específicamente en el Club Central, luego pasó a las divisiones inferiores de Lanús. Su talento llamó rápidamente la atención de varios clubes, siendo el Club Atlético Tembetary de la Tercera División de Paraguay el que finalmente lo fichó en 2019, donde permaneció durante ese año.

### River Plate
En 2020, Sosa fue adquirido por River Plate de Asunción e hizo su debut oficial en la Primera División de Paraguay ese año. Durante su tiempo en ese equipo, jugó un total de 29 partidos (incluyendo 2 en la Copa Sudamericana), en los cuales anotó 4 goles y brindó 1 asistencia.

### Club Olimpia
En 2021, Sosa fue transferido al Club Olimpia por un valor de 822 mil euros, adquiriendo el 100 % de los derechos del jugador. En el club franjeado, disputó 30 partidos, marcó 3 goles y proporcionó 1 asistencia durante su estadía en el equipo.

### Gimnasia y Esgrima La Plata
En enero de 2022, se unió al club Gimnasia y Esgrima La Plata de la Primera División Argentina por una transferencia de 1,3 millones de dólares, firmando un contrato de tres años. El fichaje de Sosa, que había sido solicitado durante algún tiempo, fue elogiado por el entrenador Néstor Gorosito, quien destacó la gran proyección que tenía el jugador paraguayo y mencionó que la selección paraguaya estaba siguiendo su desempeño.
Debutó con su nuevo club en un partido que terminó en empate 0-0 ante Racing Club, recibiendo una tarjeta amarilla en ese encuentro. Su primer gol para el club lo anotó desde el punto de penalti en la victoria por 3-0 como visitante contra el Platense.
A lo largo de la temporada, Sosa marcó 6 goles en 39 partidos, convirtiéndose en una figura destacada de Gimnasia y contribuyendo significativamente a su clasificación para la Copa Sudamericana 2023, lo que marcó el regreso del club al fútbol continental.

### Talleres de Córdoba
Sosa se incorporó al club Talleres de Córdoba a principios de 2023, tras su periodo en Gimnasia y Esgrima de La Plata. En esta transferencia, Gimnasia vendió la mitad de los derechos federativos del jugador a Talleres por un total de 2,3 millones de dólares, que corresponden al valor de la cláusula de rescisión del contrato. Gimnasia obtuvo una ganancia neta de 400 mil dólares como resultado de esta operación. El resto del monto acordado, que asciende a 1,794,668.89 dólares, se destinó para saldar las deudas pendientes de Gimnasia con los clubes Olimpia y Tembetary. Estos pagos permitieron a Gimnasia levantar las restricciones financieras que tenía. Simultáneamente a la transferencia, Ramón formalizó un contrato con Talleres de Córdoba por un período de 4 años.
Hizo su debut en el equipo durante la victoria por 2-0 contra el Club Atlético Tucumán el 5 de febrero de 2023, siendo elegido la figura del encuentro al brindar una asistencia para el primer gol y por ser el más desequilibrante.

### Nottingham Forest
El 16 de agosto de 2024 fue presentado como jugador del Nottingham Forest. Sosa hizo su debut en la Premier League con el Nottingham Forest el 31 de agosto de 2024, coincidiendo con su cumpleaños número 25, al entrar en el minuto 79 en un partido contra el Wolverhampton Wanderers FC. Su primera aparición oficial con el club fue el 28 de agosto de 2024, donde jugó como titular en la Copa de la Liga, aunque su equipo fue eliminado en la tanda de penales por el Newcastle United Football Club. El partido contra Wolverhampton finalizó en un empate 1-1, lo que dejó al Nottingham Forest en la octava posición de la tabla. Sosa anotó su primer gol en la Premier League para el club contra el Brighton & Hove Albion en un partido fuera de casa en el AMEX Stadium el 22 de septiembre.
Jugó 23 partidos en la temporada 2024-25, pero solo fue titular en cuatro, anotando tres goles y contribuyendo con una asistencia.

## Selección nacional

### Absoluta
Sosa no formó parte de ninguna categoría de las inferiores de la albirroja. Inició su trayectoria internacional con la selección absoluta de Paraguay el 19 de noviembre de 2022 en un partido amistoso disputado en calidad de visitante en el DRV PNK Stadium frente a Colombia. El resultado final del encuentro fue de 2-0 a favor del equipo colombiano. Sosa entró al terreno de juego en el minuto 82, reemplazando a Mathías Villasanti.
En septiembre de 2023, fue convocado por el entrenador Guillermo Barros Schelotto para disputar las Eliminatorias Sudamericanas rumbo a la Copa Mundial de Fútbol de 2026.  Sosa asumió la titularidad en su posición habitual y se erigió como la figura destacada en el primer enfrentamiento por Eliminatorias de la selección paraguaya en suelo local frente a Perú. El encuentro finalizó con un marcador sin goles.

#### Participaciones en Eliminatorias
| Eliminatoria                     | Resultado     | Partidos | Goles | Asist. |
| -------------------------------- | ------------- | -------- | ----- | ------ |
| Eliminatorias Sudamericanas 2026 | Por definirse | 5        | 0     | 0      |

#### Participaciones en Copa América
| Torneo            | Sede           | Resultado      | Partidos | Goles | Asist. |
| ----------------- | -------------- | -------------- | -------- | ----- | ------ |
| Copa América 2024 | Estados Unidos | Fase de grupos | 3        | 1     | 1      |

#### Goles en la selección
| Goles con la Selección de Paraguay | Goles con la Selección de Paraguay | Goles con la Selección de Paraguay | Goles con la Selección de Paraguay | Goles con la Selección de Paraguay | Goles con la Selección de Paraguay | Goles con la Selección de Paraguay | Goles con la Selección de Paraguay | Goles con la Selección de Paraguay |
| Resultados                         | Resultados                         | Resultados                         | Resultados                         | Lugar                              | Estadio                            | Fecha                              | Tipo                               | Goles                              |
| ---------------------------------- | ---------------------------------- | ---------------------------------- | ---------------------------------- | ---------------------------------- | ---------------------------------- | ---------------------------------- | ---------------------------------- | ---------------------------------- |
| Paraguay                           | 1                                  | 2                                  | Costa Rica                         | Austin                             | Q2 Stadium                         | 2 de julio de 2024                 | Copa América 2024                  | 1 gol                              |

Para un total de 1 gol.

## Características del jugador
| «Ramón Sosa es, por lejos, el mejor extremo del fútbol argentino»—Marcos Villagra, periodista de TyC Sports (abril de 2024). |

| «Le dije a Raúl Cascini [...] "llévense a ese pibe, que es un crack". [Sosa], a parte de que corre, parece una gacela. Cabecea, le pega a la pelota muy bien. Es jugador de selección»—Néstor Gorosito, en entrevista con ESPN (marzo de 2024). |

Ramón Sosa mide 1.78 metros y pesa 75 kilogramos. Principalmente se desempeña como extremo izquierdo, aunque también ha jugado por la banda derecha y como mediapunta. Si bien tiene la capacidad para destacarse en todo el frente de ataque, su rendimiento óptimo se observa cuando juega por la izquierda. El futbolista paraguayo posee varias características sobresalientes, siendo las más notables su velocidad, aceleración, regate y cambio de ritmo.
En un informe estadístico de SofaScore emitido en marzo de 2024, Sosa fue posicionado como el mejor regateador de la Liga Profesional 2024.
Ha sido protagonista en numerosos partidos con Talleres de Córdoba. Desde su llegada al club cordobés, fue frecuentemente considerado como «uno de los futbolistas más desequilibrantes del fútbol argentino» y también «el futbolista más desequilibrante del fútbol argentino», siendo descrito como «imparable».

## Estadísticas

### Clubes
Actualizado hasta su último partido disputado el 10 de agosto de 2025.
| Club                               | Div.          | Temporada     | Liga  | Liga  | Liga   | Copas nacionales | Copas nacionales | Copas nacionales | Torneos internacionales | Torneos internacionales | Torneos internacionales | Total | Total | Total  |
| Club                               | Div.          | Temporada     | Part. | Goles | Asist. | Part.            | Goles            | Asist.           | Part.                   | Goles                   | Asist.                  | Part. | Goles | Asist. |
| ---------------------------------- | ------------- | ------------- | ----- | ----- | ------ | ---------------- | ---------------- | ---------------- | ----------------------- | ----------------------- | ----------------------- | ----- | ----- | ------ |
| River Plate Paraguay               | 1.ª           | 2020          | 27    | 4     | 1      | —                | —                | —                | 2                       | 0                       | 0                       | 29    | 4     | 1      |
| River Plate Paraguay               | Total club    | Total club    | 27    | 4     | 1      | 0                | 0                | 0                | 2                       | 0                       | 0                       | 29    | 4     | 1      |
| Club Olimpia Paraguay              | 1.ª           | 2021          | 24    | 2     | 2      | 6                | 2                | 0                | 6                       | 1                       | 0                       | 36    | 5     | 2      |
| Club Olimpia Paraguay              | Total club    | Total club    | 24    | 2     | 2      | 6                | 2                | 0                | 6                       | 1                       | 0                       | 36    | 5     | 2      |
| Gimnasia y Esgrima (LP) Argentina  | 1.ª           | 2022          | 25    | 2     | 2      | 17               | 4                | 5                | —                       | —                       | —                       | 42    | 6     | 7      |
| Gimnasia y Esgrima (LP) Argentina  | Total club    | Total club    | 25    | 2     | 2      | 17               | 4                | 5                | 0                       | 0                       | 0                       | 42    | 6     | 7      |
| Talleres de Córdoba Argentina      | 1.ª           | 2023          | 22    | 4     | 5      | 13               | 6                | 2                | —                       | —                       | —                       | 35    | 10    | 7      |
| Talleres de Córdoba Argentina      | 1.ª           | 2024          | 4     | 2     | 1      | 12               | 4                | 4                | 5                       | 1                       | 1                       | 21    | 7     | 6      |
| Talleres de Córdoba Argentina      | Total club    | Total club    | 26    | 6     | 6      | 25               | 10               | 6                | 5                       | 1                       | 1                       | 56    | 17    | 13     |
| Nottingham Forest F. C. Inglaterra | 1.ª           | 2024-25       | 19    | 1     | 0      | 4                | 2                | 1                | —                       | —                       | —                       | 23    | 3     | 1      |
| Nottingham Forest F. C. Inglaterra | Total club    | Total club    | 19    | 1     | 0      | 4                | 2                | 1                | 0                       | 0                       | 0                       | 23    | 3     | 1      |
| S. E. Palmeiras · Brasil           | 1.ª           | 2025          | 6     | 0     | 2      | 2                | 0                | 0                | —                       | —                       | —                       | 8     | 0     | 2      |
| S. E. Palmeiras · Brasil           | Total club    | Total club    | 6     | 0     | 2      | 2                | 0                | 0                | 0                       | 0                       | 0                       | 8     | 0     | 2      |
| Total carrera                      | Total carrera | Total carrera | 127   | 15    | 13     | 54               | 18               | 12               | 13                      | 2                       | 1                       | 194   | 35    | 26     |
| 1. 2. 3.                           |               |               |       |       |        |                  |                  |                  |                         |                         |                         |       |       |        |

### Selección nacional
Actualizado hasta su último partido disputado el 6 de junio de 2025.
| Selección         | Año             | Amistosos | Amistosos | Amistosos | Eliminatorias | Eliminatorias | Eliminatorias | Continental | Continental | Continental | Mundial | Mundial | Mundial | Total | Total | Total  |
| Selección         | Año             | Part.     | Goles     | Asist.    | Part.         | Goles         | Asist.        | Part.       | Goles       | Asist.      | Part.   | Goles   | Asist.  | Part. | Goles | Asist. |
| ----------------- | --------------- | --------- | --------- | --------- | ------------- | ------------- | ------------- | ----------- | ----------- | ----------- | ------- | ------- | ------- | ----- | ----- | ------ |
| Absoluta Paraguay | 2022            | 1         | 0         | 0         | —             | —             | —             | —           | —           | —           | —       | —       | —       | 1     | 0     | 0      |
| Absoluta Paraguay | 2023            | 1         | 0         | 0         | 6             | 0             | 0             | —           | —           | —           | —       | —       | —       | 7     | 0     | 0      |
| Absoluta Paraguay | 2024            | 3         | 0         | 0         | 6             | 0             | 0             | 3           | 1           | 1           | —       | —       | —       | 12    | 1     | 1      |
| Absoluta Paraguay | 2025            | —         | —         | —         | 3             | 0             | 0             | —           | —           | —           | —       | —       | —       | 3     | 0     | 0      |
| Total selección   | Total selección | 5         | 0         | 0         | 15            | 0             | 0             | 3           | 1           | 1           | 0       | 0       | 0       | 23    | 1     | 1      |
| 1.                |                 |           |           |           |               |               |               |             |             |             |         |         |         |       |       |        |

## Palmarés

### Títulos nacionales
| Título             | Club         | País     | Año  |
| ------------------ | ------------ | -------- | ---- |
| Copa Paraguay      | Club Olimpia | Paraguay | 2021 |
| Supercopa Paraguay | Club Olimpia | Paraguay | 2021 |

### Distinciones individuales
| Distinción | Año  |
| --- | ---- |
| Premio Montironi: Mejor Jugador del Partido (Talleres de Córdoba 2-0 Atlético Tucumán/Primera División de Argentina) | 2024 |

### Condecoraciones
| Condecoración        | Año  |
| -------------------- | ---- |
| Premio Arsenio Erico | 2024 |